# Кибанов, Александр Алексеевич
Александр Алексеевич Кибанов (10 июня 1996) — российский тяжелоатлет. Чемпион России 2020 года, многократный призёр чемпионатов России. Мастер спорта России международного класса (2020 год). Чемпион Европы среди юниоров.

## Биография
Александр Алексеевич родился 10 июня 1996 года в Шадринске Курганской области. С девятилетнего возраста начал заниматься тяжёлой атлетикой, также увлекался игрой в шахматы. Является мастером спорта России международного класса.
На соревнованиях представляет Курганскую область и город Москву.
В 2012 году, завоевав бронзовую медаль на чемпионате Курганской области, Кибанов оказался в числе восьми спортсменов, которых Федерация тяжелой атлетики России дисквалифицировала за нарушение антидопинговых правил.
После окончания срока наказания Александр возвратился на помост. Уже в 2016 году Кибанов стал вторым на первенстве страны. В последующие два года ещё дважды завоёвывал серебряные награды турнира, но уже в возрастной категории до 23-х лет.
В 2019 году на взрослом чемпионате России он впервые завоевал серебряную медаль в категории до 102 кг. В этом же году на чемпионате Европы среди юниоров стал чемпионом, показав результат в сумме 366 кг.
В составе сборной страны отправился на чемпионат мира в Таиланде. Там Кибанов в весовой категории до 102 кг стал восьмым.
В 2020 году одержал победу на чемпионате России, который проходил в Грозном. Принял участие в чемпионате мира 2021 года в Узбекистане, где показал пятый результат, став лучшим из европейских тяжелоатлетов.
В 2022 году на чемпионате России, который состоялся в Хабаровске, в весовой категории до 102 кг, стал вторым.
На чемпионате России по тяжёлой атлетике 2023 года, который состоялся в Новом Уренгое, Александр вновь завоевал серебряную медаль в категории до 109 кг.
В 2024 году Кибанов выиграл Кубок России.
В июле 2024 года на национальном чемпионате в Новосибирске в категории до 109 кг вновь был вторым с общим весом по сумме двух упражнений — 381 кг.

## Награды и звания
- Мастер спорта России международного класса.

## Основные результаты
| Год  | Соревнования     | Место проведения | Весовая категория | Рывок, кг | Толчок, кг | Сумма, кг | Место |
| ---- | ---------------- | ---------------- | ----------------- | --------- | ---------- | --------- | ----- |
| 2019 | Чемпионат России | Новосибирск      | до 102 кг         | 170       | 197        | 367       | 2     |
| 2020 | Чемпионат России | Грозный          | до 102 кг         | 163       | 204        | 367       | 1     |
| 2021 | Чемпионат России | Ханты-Мансийск   | до 102 кг         | ?         | ?          | 364       | 3     |
| 2022 | Чемпионат России | Хабаровск        | до 102 кг         | 166       | 200        | 366       | 2     |
| 2023 | Чемпионат России | Новый Уренгой    | до 109 кг         | 170       | 208        | 378       | 2     |
| 2024 | Чемпионат России | Новосибирск      | до 109 кг         | 171       | 210        | 381       | 2     |